# JR九州817系電力動車組
JR九州817系電聯車，是供九州旅客鐵道（JR九州）使用的近郊型電聯車，適用於交流電化區段，2001年10月6日開始投入載客服務。

## 概要
JR九州817系電車是以1999年製造的815系為基礎發展的車輛，修改了前端車頭的形式，以及車內的乘客相關設施。
817系的製造開始於筑豐本線，篠栗線電氣化之前，到2001年10月6日在筑豊本線・長崎本線・佐世保線開始運行使用。之後陸續增加車輛，目前在南九州各個電氣化區間也都有使用。
採用了與815系一樣的單人運轉系統。而新型的817系電車單一一輛行駛消耗的電力大約只有415系電車的53%左右。

## 構造
- 對應單人運轉的車輛，座位採用了木製的轉換對向座位，而座位表皮的一部分使用皮革。
- 在車門附近的吊環採用圓形配置，以減輕上下車時車門附近的混亂。這個在813系的一部分車輛也被採用。
- 在車門附近設有補助座位裝有拱形扶手。
- 沿襲了815系的鋁合金製車身（日立的A-train），以及IGBT-VVVF牽引逆變器控制列車的動力，更可使用交流電再生制動
- 採用單臂式集電弓
- 車身側面的象徵性標記，根據地區而顏色不同

## 编组

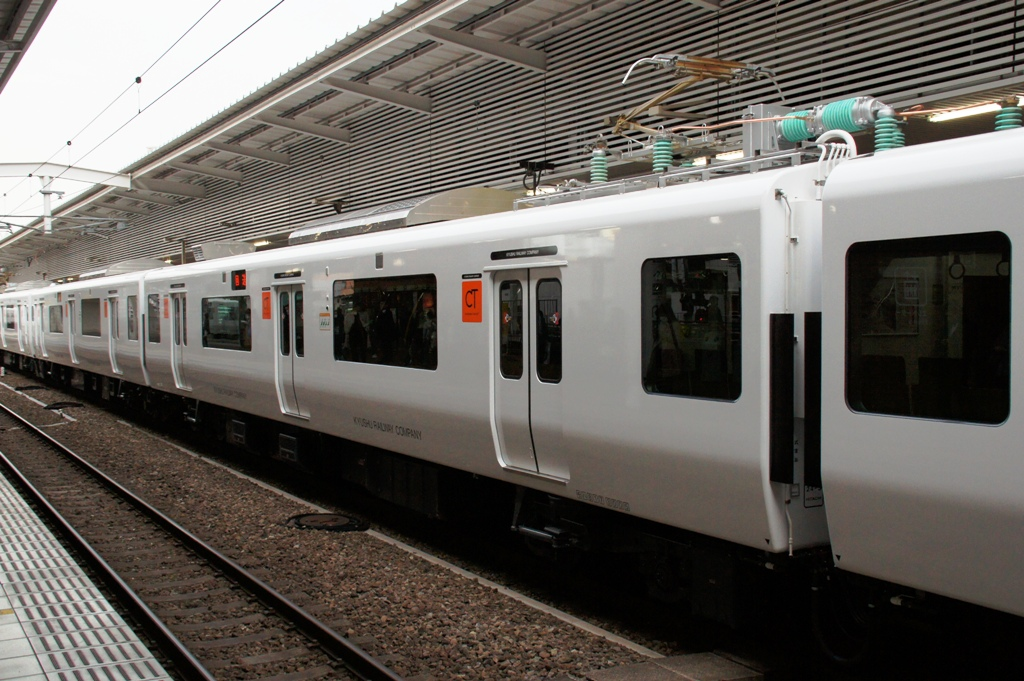
817系3000番台的中间动力车モハ817-3005

817系3000番台为3辆编组，其余批次为2辆编组。2辆编组由KuMoHa817型带动力控制车和KuHa816型无动力控制车组成，3辆编组则由KuHa817型无动力控制车、MoHa817型有动力车厢、KuHa816型无动力控制车组成。

## 運行路線
817系動車組主要行走以下路線：

### 直方車輛中心所屬車輛
運用區間：
- 鹿兒島本線（吉塚～博多・門司港～折尾）
- 篠栗線
- 筑豐本線（桂川 - 折尾）

### 南福岡車輛區所屬車輛
運用區間：
- 鹿兒島本線（門司港～荒尾）
- 篠栗線（吉塚 - 桂川）
- 筑豐本線（桂川 - 折尾）
- 日豐本線（西小倉 - 柳ヶ浦）
- 長崎本線（鳥栖 - 江北）
- 佐世保線（江北 - 早岐）

### 長崎車輛中心所屬車輛
運用區間
- 長崎本線（除了非電氣化區間以外）
- 佐世保線
- 鹿兒島本線（博多 - 大牟田）

### 熊本車輛中心所屬車輛
運用區間
- 鹿兒島本線（博多 - 鳥栖 - 八代）
- 豐肥本線（熊本 - 肥後大津）

### 鹿兒島車輛中心所屬車輛
運用區間
- 鹿兒島本線（川内 - 鹿兒島）
- 日豐本線（延岡 - 鹿兒島）
- 日南線（南宮崎 - 田吉）
- 宮崎空港線